# Chargesheimer
Chargesheimer (19 de mayo de 1924 – 31 de diciembre de 1971), cuyo nombre de nacimiento era Carl Heinz Hargesheimer, fue un fotógrafo alemán, que también ejerció de pintor, escenógrafo, escultor y decorador.
Pertenecía a una familia acomodada de Colonia y tras sus estudios de bachillerato ingresó en la Escuela de Comercio donde al parecer, mostró repulsa al nazismo. En 1943 comenzó a estudiar fotografía en la Bayerischen Staatslehranstalt für Lichtbildwesen y en 1947 comienza su trabajo como fotógrafo independiente especializado en teatro en las ciudades de Hamburgo, Essen, Colonia y Hannover. Al año siguiente comienza a trabajar como escenógrafo y realiza un gran reportaje para la revista Stern que firma con el seudónimo Chargesheimer que se convertiría en su nombre artístico.
Entre 1950 y 1955 fue profesor en la Escuela Bikla de Dusseldorf. También se dedicó a ilustrar libros, entre los que se encuentran Cologne intime (1957), Im Ruhrgebiet y Unter Krahnenbäumen (1958), Berlín y Romanik am Rhein (1959), Menschen am Rhein (1960), Zwischenbilanz (1961), Köln farbig photographiert (1965), Theater, Theater (1967) y Köln 5 Uhr 30 (1970).
En su primeros trabajos realizó experiencias con fotogramas y fotomontajes y posteriormente realizó imágenes abstractas, sin embargo sus obras más reconocidas son tomas de la ciudad de Colonia realizadas con las calles vacías y con el mismo foco y a la misma altura en busca de la mayor objetividad, pudiendo contemplarse en el libro Köln 5 Uhr 30 (Colonia, a las cinco y media). Junto a ellas se pueden destacar los retratos a personajes de mundo del teatro y políticos, el retrato realizado a Konrad Adenauer que apareció en la revista Der Spiegel en 1957 se convirtió en su obra más conocida. A partir de 1967 empezó a dedicarse a crear objetos cinéticos que llamaba molinos de meditación y obras gráficas luminosas que se adentraban en el campo de la escultura.
En 1970 se casó con Anne Marie Redleir y participó en la Photokina con ampliaciones de grandes dimensiones. En 1971 expuso una escultura de su serie Meditationsmühlen que había comenzado en 1948. Al comenzar 1972 se suicidó.
En 1978 sus fotografías se incorporaron a la colección del Museo Ludwig y en 1989 sus obras escultóricas.